# نوبار اوزانیان
نوبار اوزانیان (به ارمنی: Նուպար Օզանեան، به ترکی: Nubar Ozanyan)، که همچنین با کد انقلابی اورهان باکیرچیان نیز شناخته می‌شود، انقلابی کمونیست ارمنی اهل ترکیه بود. اوزانیان به عنوان فرماندهٔ ارتش آزادیبخش کارگران و دهقانان ترکیه (تیککو) مبارزه می‌کرد. این ارتش شاخهٔ نظامی حزب کمونیست ترکیه/مارکسیست-لنینیست (ت.ک. پ/م. ل) محسوب می‌شود. اوزانیان که در نبردهای متعددی همراه با این ارتش بود، در نهایت در در نبرد علیه دولت اسلامی عراق و شام (داعش) در جریان نبرد رقه کشته‌شد.

## زندگی
نوبار اوزانیان در سال ۱۹۵۶ در یوزغاد در ترکیه در خانواده‌ای ارمنی به دنیا آمد. هنگامی که کودک بود مادرش را از دست داد. پس از تحصیلات ابتدایی با ایدئولوژی چپ رادیکال آشنا شده و به حزب کمونیست ترکیه/مارکسیست-لنینیست (ت.ک. پ/م. ل) پیوست. پس از کودتای ۱۹۸۰ ترکیه، اوزانیان نیز به فرانسه رفت و چنان‌که گزارش شده در آنجا از مدافعان ییلماز گونی بود. اوزانیان در اواخر دههٔ ۱۹۸۰ به شاخهٔ نظامی ت.ک. پ/م. ل که تیککو (ارتش آزادیبخش کارگران و دهقانان ترکیه) نامیده می‌شد پیوست.
اوزانیان در ۱۹۸۸ یا ۱۹۹۰ به درهٔ بقاع در لبنان رفت و تحت نظر شبه‌نظامیان آنجا آموزش نظامی دیده و در انتفاضهٔ اول و جنگ داخلی لبنان مشارکت کرد. او همچنین در خلال سال‌های ۱۹۹۱ و ۱۹۹۲ در جنگ قره‌باغ به نبرد با جمهوری آذربایجان پرداخت. او سپس در سال ۱۹۹۲ به استان تونج‌ایلی ترکیه بازگشت و در شورش مائوئیستی در آنجا مشارکت کرد. اوزانیان در همان زمان در سلسله مراتب حزبی ارتقاء درجه یافته و به یک سازمان‌دهنده، ایدئولوژیست، پذیرندهٔ اعضا، مربی و فرماندهٔ خط مقدم در حزب کمونیست ترکیه/مارکسیست-لنینیست (ت.ک. پ/م. ل) تبدیل شد.
اوزانیان در سال ۲۰۱۳ مبارزان تیککو را در کردستان عراق آموزش داد. در ژوئیهٔ ۲۰۱۵ به عنوان یکی از فرماندهان گردان آزادی بین‌المللی که به تازگی در سوریه تشکیل شده‌بود انتخاب شد. این گردان با هدف کمک به ی.پ. گ/ی.پ. ژ در نبرد علیه دولت اسلامی عراق و شام (داعش) تشکیل شده‌بود. او در این گردان مبارزان «کرد، ترک، ارمنی، عرب، فلسطینی، یونانی، کانادایی، ساردینیایی، بلژیکی و فرانسوی» را آموزش می‌داد. او در همین حال، می‌کوشید تا حزب کمونیست ترکیه/مارکسیست-لنینیست (ت.ک. پ/م. ل) را در ترکیه نیز فعال نگاه دارد، چرا که در آنجا حزب با مشکلات فزاینده‌ای مانند تشدید فعالیت‌های ضد شورش نیروهای مسلح ترکیه، به ویژه پس از آغاز مرحلهٔ سوم درگیری کردها با رژیم ترکیه، مواجه بود. اوزانیان به همین خاطر برای مدتی در اواخر سال ۲۰۱۶ و اوایل ۲۰۱۷ به استان تونج‌ایلی بازگشت، اما در نهایت به سوریه بازگشته و فعالیت‌اش در گردان آزادی بین‌المللی را ادامه داد. او برای آزادسازی رقه، پایتخت خودخواندهٔ داعش به نبرد رقه پیوست و در نهایت در روز ۱۴ اوت ۲۰۱۷ در این نبرد کشته‌شد. او در هنگام مرگ ۶۱ سال داشت.
مرگ او از سوی حزب کمونیست ترکیه/مارکسیست-لنینیست (ت.ک. پ/م. ل)، جنبش ارمنی «نور زارتونک» (رستاخیز نو) در استانبول، نیروهای گریلایی خلق‌های انقلابی بین‌المللی (IRPGF)، یگان تبلیغات مسلحانهٔ مارکسیست-لنینیست (THKP-C/MLSPB), و حزب مارکسیست لنینیست آلمان گرامی داشته‌شد.

## زندگی شخصی
نوبار اوزانیان می‌توانست به زبان‌های ترکی، ارمنی و روسی بخواند و بنویسد و مقاله‌های چپگرایانهٔ متعددی را نیز ترجمه کرده‌بود.
او با کد انقلابی «اورهان باکیرچیان» یا «رفیق اورهان» شناخته شده‌بود. اورهان باکیرچیان با کد انقلابی «آرمناک» از اعضاء و فرماندهان حزب کمونیست ترکیه/مارکسیست-لنینیست (ت.ک. پ/م. ل) بود که در ۱۳ مه ۱۹۸۰ توسط نیروهای رژیم ترکیه کشته‌شد، و نوبار اوزانیان این نام را به یاد او به عنوان کد انقلابی خودش انتخاب کرده‌بود.

## یادبود
برای یادبود و بزرگداشت نوبار اوزانیان، یگان نظامی ارمنیان ساکن در شمال و شمال شرق سوریه به نام «یگان نوبار اوزانیان» نام‌گذاری شد. این یگان که در روز ۲۴ آوریل ۲۰۱۹ همزمان با سالگرد نسل‌کشی ارمنی‌ها اعلام موجدیت کرد، به عنوان نیروی نظامی ویژۀ مردم ارمنی در نیروهای نظامی مدافع فدراسیون دموکراتیک شمال و شرق سوریه جای گرفته و بخشی از نیروهای دموکراتیک سوریه به شمار می‌آید.